# Marchais-en-Brie
Marchais-en-Brie ist ein Dorf mit 327 Einwohnern (Stand 1. Januar 2022) im französischen Département Aisne in der Region Hauts-de-France. Die vormals eigenständige Gemeinde gehörte dort zum Kanton Essômes-sur-Marne im Arrondissement Château-Thierry. Sie wurde durch ein Dekret vom 10. September 2015 mit Wirkung vom 1. Januar 2016 mit Artonges, La Celle-sous-Montmirail und Fontenelle-en-Brie zur Commune nouvelle Dhuys et Morin-en-Brie zusammengelegt. Sie ist seither eine Commune déléguée und der Hauptort (Chef-lieu) der neu gebildeten Gemeinde.

## Geografie
Nachbarorte sind L’Épine-aux-Bois im Nordwesten, Fontenelle-en-Brie im Norden, Montmirail im Osten, Mécringes im Südosten und Vendières im Südwesten.

## Sehenswürdigkeiten
- Kirche Saint-Martin aus dem 13. und 15. Jahrhundert, Monument historique seit 1993[1]
- Ferme de Villefontaine aus dem 16. Jahrhundert, Monument historique seit 2007[2]
- Kriegerdenkmal in Montmirail, Monument historique seit 2014[3]

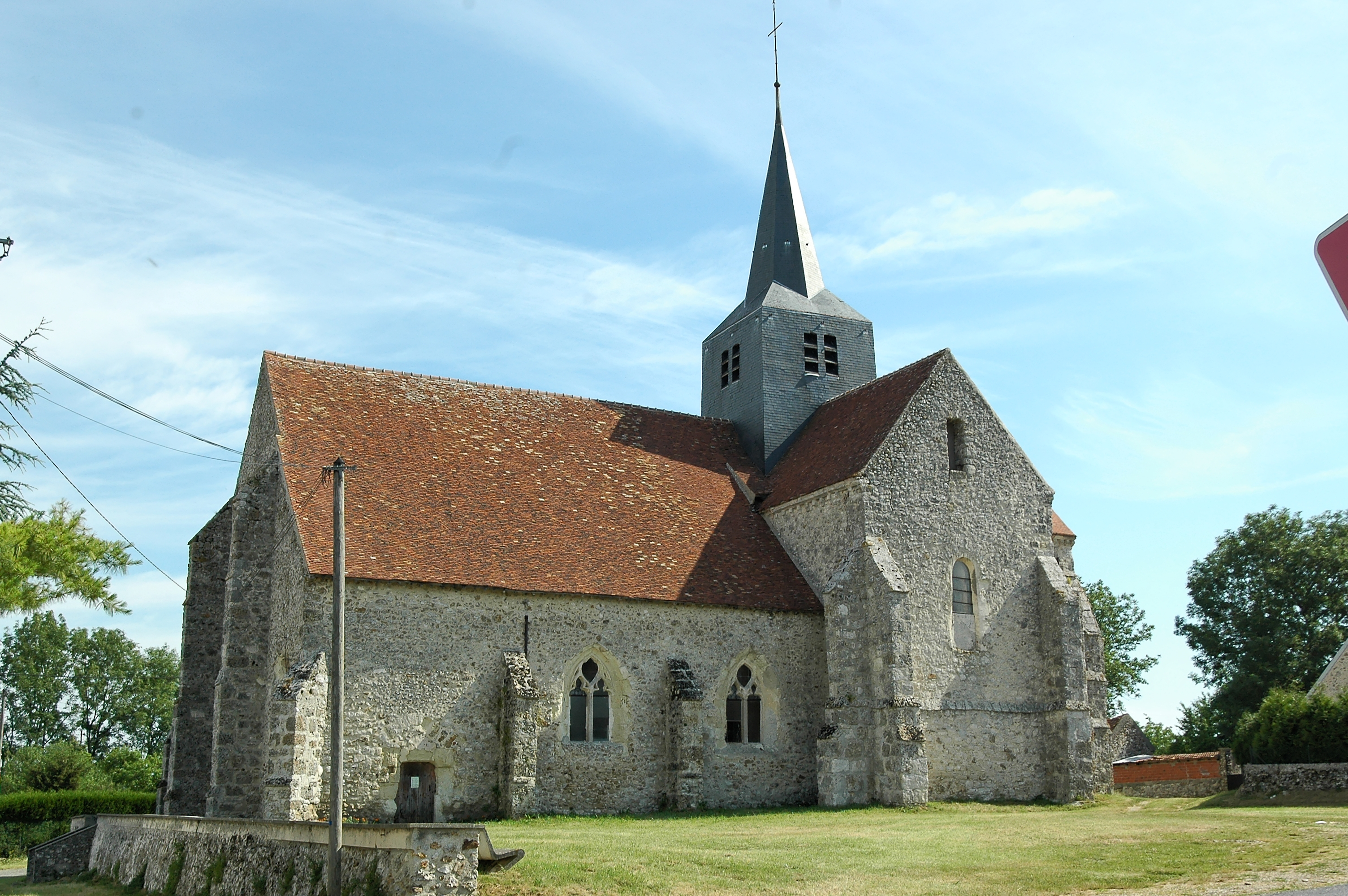
Kirche Saint-Martin
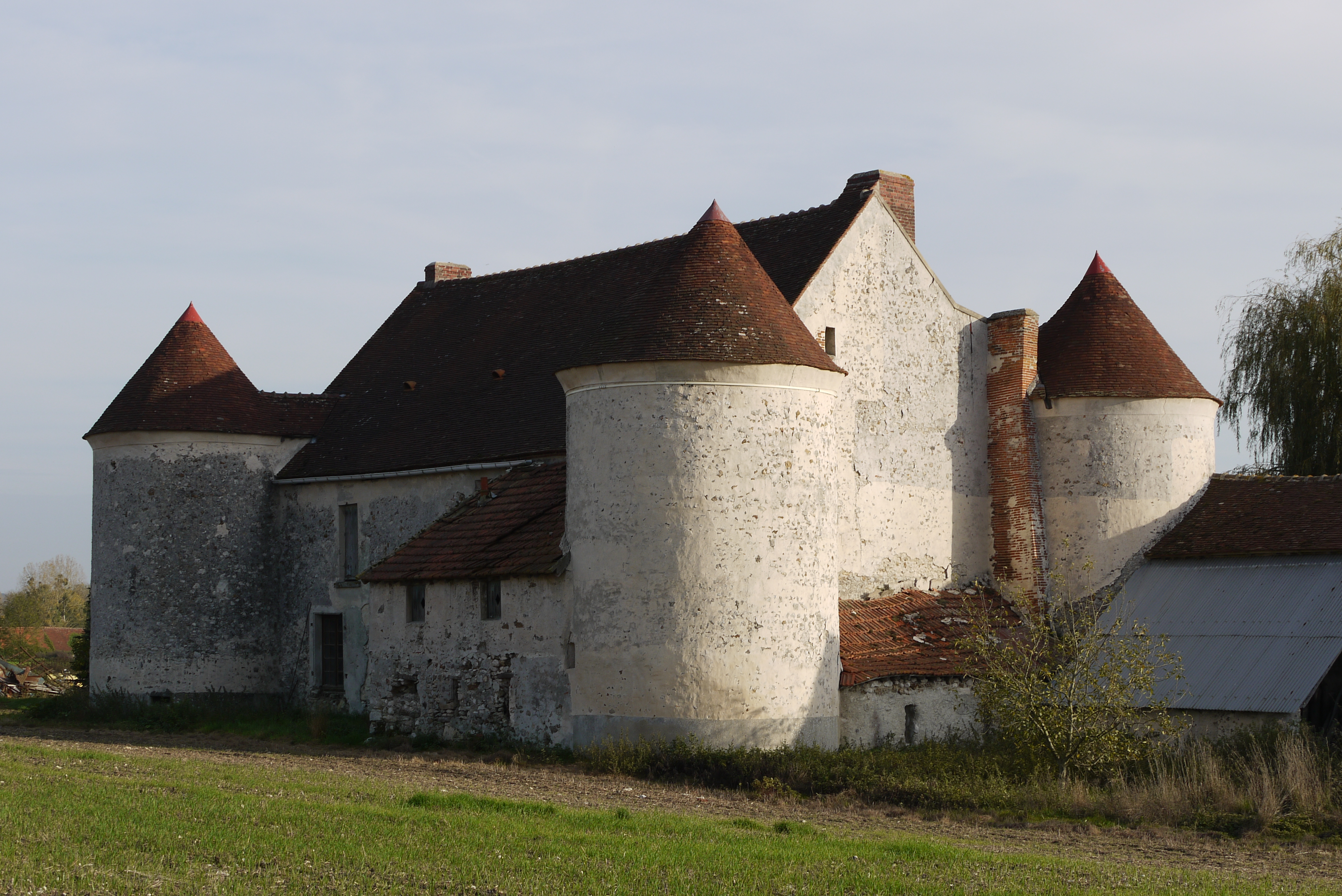
Ferme de Villefontaine

## Bevölkerungsentwicklung
| Jahr                       | 1962 | 1968 | 1975 | 1982 | 1990 | 1999 | 2006 | 2013 |
| Einwohner                  | 204  | 184  | 152  | 183  | 231  | 240  | 265  | 295  |
| Quellen: Cassini und INSEE |      |      |      |      |      |      |      |      |